# Корсет
Корсет – (от френски: Corset) представлява сам по себе си предмет, главен детайл в женската мода, предимно в средните векове, но се използва широко и в наши дни.
Представлява широк пояс, с вшити пластини притискащи талията и бюста, придавайки по този начин фина и горда осанка на дамите. Обикновено от едната страна се поставят връзки за пристягане, но в днешни дни има вече и модели на които се поставят ципове.
Много години преди Христа, корсетът се заражда в Древна Елада – остров Крит, Средиземно море. Идеята за появата на корсета произлиза от желанието на жените да измъчват мъжете. Корсетът е използван като бельо, силно пристегнат, събиращ и повдигащ бюста.
По-късно през Средновековието модата повелява нещо коренно различно – бюстът да бъде малък и стегнат. Целта на корсетите по това време е да сплесква бюста, за да изглежда модерно. В повечето случаи, корсетът се пристяга на гърба и е първата дреха запазена за аристокрацията.
В началото на Ренесанса носенето на корсети става широко разпространено и почти задължително. Тогава, обаче, корсетите са изработвани от твърди материали – желязо, дърво, банела. Малко по-късно испанците въвеждат нова мода – конусовидна форма на бюста и тънка талия. Тогава пристягането на корсета се извършва от друг човек. Понякога от силното пристягане се случва някоя жена да припадне, което се смята за деликатна женска натура, но всъщност те не могат да дишат.
В края на Ренесанса (XVII в.) с навлизането на френската мода корсетът се превръща в неизменна част от гардероба на всяка дама. Корсетът се е носил по всякакви поводи, включително и по време на езда.
През XVIII век по корсетите започват да се появяват декорации (бродерии, тюлове, дантели). Целта им тогава е да повдигат гърдите, да подкрепят гърба и да се подобри позата на жената (рамене надолу и назад и тънка талия – „V“ – оформен горен торс). Тогава Лерой създава нов модел корсет наречен divorce (разведен). По това време започват и протести срещу някои устои в обществото. Корсетът е едно от тях. От години лекарите обясняват вредите от носенето на тази дреха. Често е имало жени с талия между 40 и 50 см, вследствие на което някои от тях са и със счупени ребра. За кратко корсетът е обявен за незаконен.
През 1790 г. модата на корсета преминава. Това съвпада с Френската революция, когато корсетът е разглеждан като символ на декадентска аристокрация. Някои от „контетата“ (мъже) по това време също започват да носят корсети.
В началото на XIX век корсетът постепенно започва да се носи от всички класи на обществото. Някои жени си го правят сами, други си го купуват. Тогава корсетите са и значително по-достъпни поради намалението на разходите за облекло, възникнали във връзка с промишлената революция. Така корсетът става една от първите масово произвеждани дрехи за жени. Популярният цвят за него тогава е белият.
През 1840 г. на мода идват кринолините. За модерна е смятана жената, чиято талия може да бъде обхваната от ръцете на мъжа. Около 20 години по-късно корсетите започват да стават все по-къси от преди. Така кринолините скоро са заменени от мекия „S“-силует, който също е основан на корсета, но вече с отворен гръб. Новият силует бележи прехода към викторианската мода. Фокусът на модерния силует в средата и края на XIX век е фигура тип „пясъчен часовник“. Тя се постига чрез намаляване ширината на талията, чрез корсети.
В края на XIX век загрижеността относно носенето на корсета и това, което той причинява на женското тяло става все по-голяма. Множество лекари са в подкрепа на теорията, че корсетът е вреден за здравето, особено по време на бременност. Духовенството също осъжда корсета, който превръща жените в роби на модата. В действителност стягането с корсет е най-вероятната причина за лошо храносмилане и стомашни проблеми. Счита се, че той е причина за множество заболявания, вариращи от истерия до чернодробна недостатъчност.
Към края на XIX век, корсетът се превръща в бельо, което има една нова функция. Той вече поддържа и новосъздаденият моден аксесоар – чорапите. Те се закрепят към жартиер, който е неразделна част от корсета.
В началото на 20 век корсетите с всичките си дантели и тюлове достигат почти до коляното. По време на едуардианския период се въвежда дизайн на корсета със силно изразена извивка на гърба, който привежда горната част на тялото напред, а бедрата прави издадени. В сравнение с предшествениците си той е значително по-полезен за здравето, тъй като не притиска толкова много корема, но все пак кара тялото да заема неестествена поза.
Този стил е носен от 1900-1908 г. След него корсетът търпи леки промени. От 1908 до 1914 г. се появява пост-едуардианската дълга линия на корсета – ширината на полата бавно потъва от талията до глезените. Така се появява нов вид модерен корсет, който покрива бедрата. Този корсет променя позицията на бедрото, което прави талията да става едновременно висока и по-широка. Новата мода се смята за неприятна и тромава, а освен това изисква използването жартиери.
И така през 1913 г. Мари Фелпс Якоб създала първото подобие на днешния сутиен. Той е доста по-мек и къс от корсета, и позволява бюста да стои в естествената си форма.
Първата световна война значително влияе на корсета. Тя води до липса на стомана за гражданска употреба и корсетът, за който стоманата е необходима, се заменя от сутиени и пояси. Въвеждането на гумираните еластични материали спомогнало още повече корсетът да бъде заменен с пояси, чиято цел е по-скоро намаляване размера на бедрата.
Промяна в икономиката носи новости също и в културата и начина, по който е приемана жената.
С настъпването на 20-те години модата се променя драстично. Момчешкият силует става фаворит. Появява се и първото цветно бельо. Корсетите стават излишни, а Втората световна война окончателно довежда до края им. Постепенно се появяват и сутиените в различни размери, прилягащи плътно по женските форми.